# استجواب دقيق
الاستجواب الدقيق (PQ) عبارة عن مجموعة أدوات فكرية تخص التفكير النقدي وحل المشكلات، وهي نتاج تعاون مشترك بين دينيس ماتياس (ولد عام 1946-) و الدكتورة مونيكا ورلين؛ حيث قام الاثنان بالتدريس/الدراسة في جامعة ستانفورد.
ويسعى الاستجواب الدقيق من خلال مناقشة منظمة للغاية مكونة من سؤال واحد/إجابة واحدة إلى تمكين ممارسيه من:
- حل المشكلات المعقدة
- إجراء تحليل عميق
- اتخاذ قرارات صعبة

يركز الاستجواب الدقيق على الثغرات المعبّر عنها بوضوح في التفكير من خلال الربط بين تصنيف أسئلة تحليلية مع نموذج نداء وجواب منظم لتمكين ممارسي هذا النوع من الاستجواب من الكشف عن نقاط الضعف في التفكير والارتقاء بالمستوى الفكري للمحادثة.
ويصف مستخدمو الاستجواب الدقيق (يسمون أيضًا «المستجوبون الدقيقون (PQers)»)[بحاجة لمصدر] محادثات الاستجواب الدقيق على أنها مثل تلك الفرص التحليلية المدفوعة بمحاولة الحصول على إجابات دقيقة، أو تحديد متى لا توجد إجابة.
ومع ذلك، عند «التنقيب» في أحد الموضوعات، يحاول الممارسون الابتعاد عن استخدام الشخصنة (اللوم أو الخزي). ويتمسك الاستجواب الدقيق بتلبية احتياجات الفرد من المعلومات، مع احترام النزاهة الفكرية للشريك في المحادثة.
استطاع ماتياس، الذي درّس في مركز التدريس والتعليم (CLT) التابع لجامعة ستانفورد في فترة التسعينيات، من تطوير العديد من الدورات التجريبية التي أصبحت معروفة على نطاق أوسع - بما في ذلك الاستجواب الدقيق، والذي تم تدريسه في البداية في قسم الفلسفة بجامعة ستانفورد.
ويستمر الإرشاد لإجراء الاستجواب الدقيق على أساس تجاري بواسطة شركة فيرفاجو،
التي اشترك في تأسيسها ماتياس وورلين.
درس عشرات الآلاف من الأشخاص في الجامعات والشركات في شتى أرجاء العالم أشكالاً مختلفة من الاستجواب الدقيق.[بحاجة لمصدر]

## وصلات خارجية
- 1995 – Precision Questioning (تم النشر بواسطة Stanford University Bookstore)
- www.vervago.com